# کوگیو (راهب)
کوگیو ((به ژاپنی: 公暁 Kugyō)؛ ۱ ژانویهٔ ۱۲۰۰ – ۱۳ فوریهٔ ۱۲۱۹) بهکشو دومین پسرِ شوگون دوم از شوگون‌سالاری کاماکورا، میناموتو نو یوری‌ایه اهل ژاپن بود. در سن ۶ سالگی و پس از قتل پدرش میناموتو نو یوری‌ایه، به فرزندخواندگی عموی خود  میناموتو نو سانه‌تومو درآمد.
کوگیو عموی خود میناموتو نو سانه‌تومو را به انتقام قتل پدر خود کشت.